# Wanda Wyrobkowa-Pawłowska
Wanda Wyrobkowa-Pawłowska, pseudonimy: „Ewa”, „Krystyna”, „Wanda” (ur. 13 listopada 1912 w Warszawie jako Wanda Cwajgenhaft, zm. 31 października 1999 tamże) – polska pedagog, specjalistka w zakresie pedagogiki społecznej, nauczyciel akademicki Uniwersytetu Warszawskiego i innych uczelni, działacz konspiracji antyhitlerowskiej, Sprawiedliwa wśród Narodów Świata.

## Życiorys
Urodziła się jako Wanda Cwajgenhaft. Była córką Dawida Zweigenhafta, chemika. W 1931 ukończyła naukę w gimnazjum im. Marii Konopnickiej w Warszawie i podjęła studia w Wydziale Pedagogicznym Wolnej Wszechnicy Polskiej. W 1935 została tam asystentem w Zakładzie Psychologii. Zaczęła wówczas publikować teksty naukowe, m.in. wspólnie z Heleną Radlińską. Tytuł magistra uzyskała w 1939 w WWP. Przed wybuchem II wojny światowej zawarła związek małżeński i przyjęła po mężu nazwisko Wyrobek.
Podczas okupacji hitlerowskiej była zatrudniona w Wydziale Opieki m.st. Warszawy i, jak pisze Anna Bikont, „Niemcy zostawili ją w pracy, nie zorientowawszy się, że jest Żydówką. Pomagała ratować innych Żydów”. Prowadziła szeroką działalność konspiracyjną, w tym była zaangażowana w akcję ratowania dzieci z warszawskiego getta i tajne nauczanie, współpracując blisko z Ireną Sendlerową. Od września 1942 ukrywała się w Zakrzówku na Lubelszczyźnie. Tam związała się z Batalionami Chłopskimi.
Po zakończeniu wojny uczestniczyła w organizowaniu Polskiego Instytutu Służby Społecznej. W 1947 rozpoczęła pracę dydaktyczną na Wydziale Pedagogicznym Uniwersytetu Warszawskiego. W 1948 została wykładowcą w międzywydziałowym Studium Pedagogicznym Szkoły Głównej Gospodarstwa Wiejskiego, zaś w 1954 powróciła na UW. W 1957 była współzałożycielem Towarzystwa Wolnej Wszechnicy Polskiej. w latach 1954–1973 pracowała na stanowisku adiunkta w Instytucie Kultury Fizycznej w Warszawie. W 1968 na podstawie napisanej pod kierunkiem Ryszarda Wroczyńskiego rozprawy pt. Ruch jako czynnik wychowawczy w polskich i obcych badaniach uzyskała stopień naukowy doktora. Odegrała kluczową rolę w opublikowaniu wyboru pism Heleny Radlińskiej jako jej bliska współpracowniczka. W 1962 objęła funkcję sekretarza redakcji kwartalnika Związku Nauczycielstwa Polskiego „Przegląd Historyczno-Oświatowy”. Na emeryturę przeszła w 1973. Po sierpniu 1980 włączyła się w działalność struktur NSZZ „Solidarność”, co miało także miejsce po ogłoszeniu stanu wojennego.
Zmarła 31 października 1999 w Warszawie. Została pochowana na Cmentarzu Wojskowym na Powązkach w Warszawie (kwatera K-7-39).
Jej córką jest Joanna Staręga-Piasek.

## Odznaczenia i wyróżnienia
- Krzyż Partyzancki (1973)
- Krzyż Kawalerski Orderu Odrodzenia Polski (1975)
- Złoty Krzyż Zasługi (1975)
- Złota Odznaka Związku Nauczycielstwa Polskiego (1976)
- Złota Odznaka Honorowa Towarzystwa Wolnej Wszechnicy Polskiej (1977)[1]

W 1989 za ratowanie osób pochodzenia żydowskiego otrzymała tytuł Sprawiedliwa wśród Narodów Świata.